# Termeszrigó
A termeszrigó (Myrmecocichla formicivora)  a madarak osztályának verébalakúak (Passeriformes) rendjébe és a légykapófélék (Muscicapidae) családjába tartozó faj.

## Rendszerezése
A fajt John Wilkes angol nyomdász írta le 1817-ben, a Motacilla nembe Motacilla formicivora néven.

## Előfordulása
Afrika déli részén, Botswana, a Dél-afrikai Köztársaság, Lesotho, Namíbia, Szváziföld és Zimbabwe területén honos. Természetes élőhelyei a szubtrópusi vagy trópusi gyepek és cserjékek. Állandó, nem vonuló faj.

## Megjelenése
Testhossza 18 centiméter, testtömege 35-51 gramm.
|  |

## Természetvédelmi helyzete
Az elterjedési területe rendkívül nagy, egyedszáma pedig stabil. A Természetvédelmi Világszövetség Vörös listáján nem fenyegetett fajként szerepel.